# Adam Małachowski (zm. 1699)
Adam Małachowski herbu Nałęcz (zm. w 1699 roku) – podstoli wschowski od 1696 roku.
Poseł sejmiku województw poznańskiego i kaliskiego na sejm konwokacyjny 1696 roku. Po zerwanym sejmie konwokacyjnym 1696 roku przystąpił 28 września 1696 roku do konfederacji generalnej.